# Andrews (Karolina Południowa)
Andrews – miasto w Stanach Zjednoczonych, w stanie Karolina Południowa, w hrabstwie Georgetown.